# 佐藤あゆみ
佐藤 あゆみ（さとう あゆみ、1993年8月27日 - ）は、日本のフリーアナウンサーであり、元NHKアナウンサー。

## 経歴
静岡県静岡市出身。静岡県立静岡高等学校、明治学院大学卒業。大学時代にはテレビ朝日アスクでも学び、BS朝日の『News Access』の学生キャスターを務めたこともあった。
2016年、NHK入局。NHK沖縄放送局で2年近く勤務。（当時の担当番組については#過去の担当番組を参照のこと）
2018年3月の人事でNHK静岡放送局へ異動。（静岡での担当番組については#過去の担当番組を参照のこと）
2022年3月の人事で東京アナウンス室へ異動。
2025年5月下旬にNHKアナウンサー公式サイトから抹消され、アナウンス業務から外れる。
その後NHKを退職し、フリーアナウンサーとして活動することを自身のインスタグラムなどで報告、雫石将克主宰のSPEAKLY講師として参加することになった。

## 趣味、逸話など
- 静岡高校時代は吹奏楽部に所属し、テナー・サックスを吹いていた。同校野球部が「第93回全国高等学校野球選手権大会」に出場した際には1回戦の習志野高校戦で自校アルプススタンドにてテナー・サックスを演奏していたと語っている[2]。
- 趣味は映画鑑賞、ボールペン字。好きな食べ物は米。リフレッシュ術は食べたいものをお腹いっぱい食べることやお風呂で歌うこと[6]。

## 過去の担当番組
沖縄放送局時代（2016年度 - 2017年度）
- 沖縄県のニュース・中継・リポート
- ニュース845沖縄（不定期）
- 沖縄熱中倶楽部（不定期）
- ニュース シブ5時（2016年10月27日、2017年1月24日 - 26日）
- 着信御礼!ケータイ大喜利 （2016年12月3日）
- うまいッ!（リポーター、2017年6月25日「蜜のような甘さのパイナップル・ゴールドバレル～沖縄県東村～」）
- NHKニュースおはよう日本（リポーター、2017年10月30日「けさのクローズアップ」）[7]

静岡放送局時代（2018年度 - 2021年度）
- 静岡県のニュース・中継・リポート
- たっぷり静岡→NHKニュース たっぷり静岡
  - リポーター（2018年4月 - 2020年3月）
  - キャスター（2020年3月30日 - 2022年4月1日）（高栁秀平と隔週で担当）
- ニュースしずおか845（不定期）
- おはよう静岡（不定期）[8]
- ザ・ディレクソン in 静岡「静岡を世界に発信しよう!」（2018年4月28日） - 司会
- スーパープレミアム「大中継! にっぽんのお盆」（NHK BSプレミアム・2018年8月16日） - 中継リポーター[9]
- あさイチ
  - 「JAPA-NAVI 静岡・浜松市」ナビゲーター（2019年2月28日）
  - 出張リポーター[10]（2019年5月20日）
- BSプレミアム「朝まで大人計画テレビ〜松尾スズキと25人の仲間たち〜」（2019年3月31日） - プレゼンター
- BS1スペシャル「カワイイが地方を救う! ～東京ガールズコレクションの挑戦～」（2019年4月13日） - ナレーション
- 首都圏ネットワーク（2019年8月19日 - 8月23日） - 中山果奈の夏期休暇中に伴う代理キャスター
- オシばん（2019年8月19日 - 8月23日） - 中山果奈の夏期休暇中に伴う代理キャスター
- おやすみ日本 眠いいね!　Vol.32（2019年9月22日） - 司会
- 演歌フェス2019 by・新BS日本のうた（2019年9月22日、29日、10月6日） - リポーター
- 令和元年東日本台風（台風19号）特設ニュース（2019年10月12日） - 静岡放送局より災害状況を伝えた〈全国放送〉
- NHKキャンペーン災害列島 生きるスキル 巨大地震 あなたの町の“地域リスク”（2019年12月6日） - プレゼンター
- うまいッ!（2020年11月23日「まろやか!うまみたっぷり! ソース～静岡・浜松市～」） - リポーター
- Uta-Tube（NHK名古屋放送局製作、2021年4月期・5月期MC）
- NHKニュースおはよう日本 代理キャスター（2021年7月19日 - 7月21日、5時台）[11]、（7月22日 - 23日、7時台） - 祝日担当の川﨑理加の代理キャスター[12]
- 魅惑のカレー大全（NHK BSプレミアム・2021年9月18日） - MC
- ニュース地球まるわかり（2021年9月19日） - 中山果奈の夏期休暇中に伴う代理リポーター

東京アナウンス室時代（2022年度 - 2025年5月）
- さわやか自然百景 - ナレーション
  - 「京都 巨椋池跡の田園地帯」（2022年7月31日）
- 2023年 新春!ニッポン"ふるさと"リレー（2023年1月1日） - 司会[13]
- ニュースLIVE! ゆう5時（2022年4月11日 - 2024年2月29日） - コーナープレゼンター、リポーター[14]
- NHKニュースおはよう日本（5時台キャスター、6:55交通情報、6時台 - 7時台ニュースリーダー：2022年4月4日 - 2024年3月22日）[14]
- 偉人の年収 How much?（2023年4月3日 - 2025年3月17日） - リポーター、ナレーション
- 明日をまもるナビ（2023年4月 - 2025年3月） - ナレーション
- FIFAワールドカップ伝説の試合ノーカットあなたが見たい激闘サッカー大投票（NHK BS、2024年3月30日） - 司会
- タカアンドトシのお時間いただきます（R1、2024年4月 - 2025年3月26日） - 司会
- 3か月でマスターする世界史（2024年4月3日 - 6月19日） - 聞き手
- 世界!オモシロ学者のスゴ動画祭8（2024年5月8日） - 司会
- 総合診療医ドクターG NEXT（2024年7月10日､2025年1月15日､2025年5月6日） - 司会
- ふんわり （2024年8月27日、8月29日・本来火曜日と木曜日のパーソナリティである澤田彩香がパリパラリンピックに行っていた間の代役） - 木村祐一・六角精児とともに番組進行
- 新春生放送!東西笑いの殿堂2025（2025年1月3日） - 進行
- 東海北陸のニュース（名古屋放送局への応援）（2025年1月18日）
- 浮世絵ミステリー「べらぼう」コラボ　歌麿と蔦屋重三郎“革命”と“抵抗”の謎（2025年1月25日）- 進行、ナレーション

## 同期のNHKアナウンサー
- 浅野里香
- 江原啓一郎
- 押尾駿吾
- 小野文明
- 川﨑理加
- 佐々木芳史
- 澤田拓海
- 高栁秀平（退職→博報堂DYメディアパートナーズグループ）
- 竹野大輝
- 中川安奈（退職→ホリプロ）
- 中村慎吾
- 法性亮太
- ホルコムジャック和馬